# Charles Ozanam
Pour les autres membres de la famille, voir Famille Ozanam.
Charles Ozanam, né le 3 décembre 1824 à Lyon et mort le 11 février 1890 à Paris, est un médecin et militant catholique français.

## Biographie

### Jeunesse et formation
D'une famille originaire de la Bresse, Charles Ozanam, né à Lyon le 3 décembre 1824, est le dernier des quatorze enfants du docteur Jean-Antoine-François Ozanam (1773-1837), alors médecin à l'Hôtel-Dieu de Lyon, et de Marie Nantas (1781-1839), fille d'un marchand de soie.
Initié aux sciences très tôt par son père qui l'emmenait parfois avec lui à l'Hôtel-Dieu, il commence ses études aux Minimes, puis il entre en 1839 au collège royal de Lyon. Il devient bachelier ès lettres en août 1842 et prépare, l’année d’après (1842-1843), à la fois son baccalauréat ès sciences et l’examen de fin de 1re année de médecine. Parmi ses professeurs de cette première année à Lyon, il y a les docteurs Amédée Bonnet et Antoine Bouchacourt.
Orphelin de père à l'âge de 12 ans et de mère à l'âge de 15 ans, il vit à partir de 1839 le plus souvent seul, installé par son frère aîné et tuteur, Alphonse, alors prêtre de la Communauté des Missionnaires du diocèse de Lyon, dans un petit appartement avec Marie Cruiziat, leur vieille domestique. Surveillé et conseillé par ses deux frères aînés, Alphonse et Frédéric, il opte pour la carrière médicale, suivant ainsi l'exemple de son père et renonçant à la carrière dans la Marine qu'il avait un temps envisagée et qui correspondait à sa passion pour les expéditions lointaines.

### Carrière parisienne
Inscrit à partir de novembre 1843 à la faculté de médecine de Paris, il est reçu à l'internat en 1847. Lors des journées de juin 1848, il est de ceux qui soignent les blessés à l'Hôtel-Dieu et reçoit, pour son zèle et dévouement dans ces circonstances, une médaille d'honneur du Ministère de l'Intérieur. Récompensé également par la « médaille d'or de l'internat » qui lui vaut le titre de « lauréat des hôpitaux », il soutient en décembre 1849 très brillamment sa thèse de doctorat : De la forme grave de l'ictère essentiel, première étude et description de cette maladie jusqu'alors inconnue en France.
Nommé bibliothécaire de l'Académie de médecine en 1850, il doit renoncer à ce poste en 1855. Interne et disciple du docteur Jean-Paul Tessier de l'hôpital Sainte-Marguerite (annexe de l'Hôtel-Dieu), il fait partie des rares médecins qui ne rejettent pas alors l'homéopathie comme médication thérapeutique. Cela est cependant considéré comme une hérésie : la « Société anatomique », exclut à l'unanimité, de ses membres correspondants, les docteurs Tessier, Cabalda, Frédault, Jousset, « comme auteurs de publications homéopathiques ». Charles Ozanam et son ami  Alphonse Milcent, oubliés dans la liste, réclament crânement le même honneur. L'Académie de médecine somme Charles Ozanam, qui ne veut pas choisir son camp entre médecine académique et homéopathie, de démissionner.
En même temps que médecin au diagnostic très sûr, Charles Ozanam est aussi un chirurgien à la dextérité peu commune, ce qui lui vaut d'être nommé chirurgien de l'hôpital Saint-Jacques.
Il reste fondamentalement un homme de science et un chercheur, très intéressé par la thérapeutique mais pas seulement. Ses nombreux travaux, le plus souvent publiés sous forme d'articles donnés à l'Art Médical et à la Revue homéopathique française, témoignent de la grande diversité de ses connaissances mais également d'un esprit ouvert et précurseur. On peut citer, parmi beaucoup d'autres, ses recherches sur l'emploi du brome, son intérêt pour l'anesthésie ou pour les initiatives concernant la prise en charge des malades mentaux et surtout, son œuvre majeure, sa longue étude sur La circulation et le pouls publiée en 1884 et couronnée par l'Académie des Sciences. A l'occasion de ce long travail, étant lui-même membre de la Société française de photographie, il réalise dès 1867, avec l’aide d’Édouard Baldus, des épreuves photographiques reproduisant les battements du cœur et du pouls, déjà persuadé des services que pouvait rendre à la physiologie cette méthode d'observation.

### Militant catholique
Profondément chrétien, Charles Ozanam n'hésite pas à le montrer par ses engagements. Dès sa première année de médecine à Lyon, il s'inscrit à la Conférence de Saint-Vincent-de-Paul, œuvre dont son frère Frédéric est l'un des principaux fondateurs.
En 1852, il est tellement marqué par la visite qu'il fait dans les Landes à une communauté de Bernardines composée uniquement de femmes « repenties » embrassant la vie cénobitique qu'il publiera quelques années plus tard sa brochure Le pays des Landes, une Thébaïde en France.
Marié en septembre 1855 avec Anne Lise d'Aquin, descendante de Louis-Henri d'Aquin, nièce de Paul E. Poincy (en) et belle-sœur d'Eugène Veuillot, il sera père de onze enfants. Il donne une éducation chrétienne à ses enfants et le fait à la fois par l'exemple et par son enseignement.
Son engagement religieux prend un aspect tout particulier quand, en 1867, il participe, en France, au recrutement des Zouaves pour la défense des États pontificaux, comme médecin du Conseil de révision chargé de l'examen sanitaire des volontaires. Ne trouvant cependant pas cet engagement suffisant, il abandonne son importante clientèle mais aussi sa femme et les six enfants qu'ils avaient alors, pour accompagner ces soldats jusque sur les champs de bataille, où il organise les ambulances de l'armée pontificale. En remerciement, le 24 janvier 1869, il se voit décerner par le pape Pie IX la médaille Fidei et Virtuti et il est nommé, en janvier 1870, commandeur de l'ordre de Pie IX.
En 1880, lors des décrets d’expulsion des congrégations, il s'oppose à l'expulsion du couvent des Capucins, action qui lui vaut d'être sérieusement blessé au visage.
Pris d'un malaise subit, alors qu'il s'apprête à sortir pour aller voir ses malades, il meurt brutalement, à soixante-cinq ans, le 11 février 1890.

## Distinctions
- Chevalier de l'ordre de Saint-Grégoire-le-Grand
- Commandeur de l'ordre de Pie IX

## Publications
- De la forme grave de l'ictère essentiel, thèse de doctorat en médecine, tome 10, no 231, Paris, 1849.
- Recherches cliniques sur l'éclampsie des enfants et les paralysies atrophiques qui lui succèdent, Paris, J.-B. Baillière, 1850.
- L'Anesthésie, histoire de la douleur, extrait du Correspondant, Paris, B. Douniol, 1854, 26 p.
- De la Rupture pulmonaire chez les enfants et de l'emphysème général qui lui succède, Paris, J.-B. Baillière, 1854.
- Étude sur le venin des arachnides et son emploi en thérapeutique, suivie d'une dissertation sur le tarentisme et le tigretier, Paris, J.-B. Baillière, 1856, 88 p.
- Premier mémoire sur l'efficacité du brome dans le traitement des affections pseudo-membraneuses, Paris, H. Plon, 1856, 7 p.
- Action anesthésique de l'oxyde de carbone Académie des sciences, Paris, 1856.
- Décomposition de l'éther et formation de gaz carbonés pendant l'anesthésie, Académie des sciences, Paris, 1857.
- Efficacité de la camomille romaine contre les suppurations graves, Académie des sciences, Paris, 1857.
- L'Anesthésie, histoire de la douleur, extrait du Correspondant, Paris, Ch. Douniol, 1857, 24 p.
- Inhalations d'acide carbonique comme agent anesthésique sans danger, Académie des sciences, Paris, 1858.
- Des Anesthésies en général, de leurs effets physiologiques et pathologiques et surtout de l'élément chimique qui spécialement produit l'anesthésie, Paris, J.-B. Baillière, 1858, 130 p.
- Le Pays des Landes, une Thébaïde en France, extrait du Correspondant, Paris, C. Douniol, 1858, 33 p.
- Mémoire sur les dissolvants et les désagrégeants des produits pseudomembraneux et sur l'emploi du brome dans les affections pseudo-membraneuses 2e édition, Paris, J.-B. Baillière, 1859, 47 p.
- Premier mémoire sur l'efficacité du brome dans le traitement des affections pseudo-membraneuses, extrait des Comptes rendus des séances de l'Académie des Sciences, 26 mai, 1855, rééd. Paris, H. Plon, 1859, 7 p.
- Second mémoire sur l'action curative du brome dans le traitement des affections pseudo-membraneuses, Paris, Plon, 1859, 16 p.
- Note sur la préparation et l'emploi de l'eau oxygénatée en thérapeutique, Académie des sciences, Paris, 1861.
- De la légitimité de l'opération césarienne et de ses conditions de succès. Moyen de rendre l'accouchement naturel pour les bassins d'environ 6 centimètres, Paris, J.-B. Baillière, 1862 et extrait de la Gazette des hôpitaux, Paris, Plon, 1862, 14 p.
- Une visite à la colonie de l'Abendberg, extrait de la Revue d'économie chrétienne, Paris, A. Le Clère, 1862, 16 p.Il s'agit de l'établissement pour handicapés mentaux créé en, 1841 à Interlaken.
- Les Doses infinitésimales devant la découverte de Bunsen, Paris, J.-B. Baillière, 1862, 30 p.
- Le Dr J.-P. Tessier et les principes de la philosophie médicale, extrait de la Revue d'économie chrétienne, Paris, A. Le Clère, 1863, 43  p.
- Polypes du larynx extirpés par les voies naturelles ; première opération faite en France Académie des sciences, Paris, 1863.
- Action élective des divers alcaloïdes de l'opium Académie des sciences, Paris, 1866.
- Les battements du pouls reproduits par la photographie ; nouveau sysmographe Académie des sciences, Paris, 1867.
- Rapport à S. Ex. le général Kansler, pro-ministre des armes, sur les ambulances pontificales, Paris, V. Goupy, 1868, 35  p.
- Une ambulance à la bataille de Mentana 34 pages, extrait du Contemporain, revue d'économie chrétienne, Paris, A. Le Clère, livraison de novembre, 1868.
- Mémoire sur les dissolvants et les désagrégeants des produits pseudomembraneux et sur l'emploi du brome dans les affections pseudo-membraneuses, Paris, J.-B. Baillière et fils, 1869, 47 p.
- « Traitement de l'ongle incarné par les lames de caoutchouc », Revue Médicale Chirurgicale, 1874.
- Élisabeth, ou l'Ange de la famille, Paris, Société de typographie, 1881, 109 p.
- Atlas de 14 photographies du pouls aux différents âges, avec le type de quelques maladies (2e édition), Paris, J.-B. Baillière, 1885.
- La Circulation et le pouls; histoire, physiologie, séméiotique, indications thérapeutiques, Paris, J. B. Baillière et fils, 1886.
- Les fresques de Notre-Dame de Boulogne par M. Charles Soulacroix, [Arlon], P.A. Bruck, 1 vol. (11 p.), s.d.